# Martha Wainwright
Martha Wainwright, född 8 maj 1976 i Montréal i Québec, Kanada, är en kanadensisk singer/songwriter. Hon är dotter till artisterna Loudon Wainwright III och Kate McGarrigle samt syster till Rufus Wainwright och halvsyster till Lucy Wainwright Roche.
Loudon Wainwright III har skrivit flera låtar om samtliga sina barn och om dottern Martha specifikt har han bland annat skrivit "Pretty Little Martha" (när hon var spädbarn) och "Five Years Old". Martha Wainwright har i sin tur skrivit ett antal låtar som svar, däribland den färgstarka "Bloody Mother Fucking Asshole".
Martha Wainwright har även deltagit på ett antal av modern och mostern Kate and Anna McGarrigles album, däribland The McGarrigle Hour (1998) och Matapedia (1996), där hon figurerar som huvudpersonen i titel låten "Matapedia".
Tillsammans med sin halvsyster Lucy Wainwright Roche ingår Martha Wainwright i duon "The Wainwright Sisters".

## Diskografi

### Album
- 2005 – Martha Wainwright (Drowned in Sound/Rounder)
- 2005 – Martha Wainwright - Special Edition (V2/Drowned in Sound)
- 2008 – I Know You're Married But I've Got Feelings Too
- 2009 – Sans Fusils, Ni Souliers, A Paris. Martha Wainwright's Piaf Record

### EP
- 1997 – Ground Floor
- 1999 – Martha Wainwright (Six Songs)
- 2002 – Factory
- 2004 – BMFA (Bloody Mother Fucking Asshole)
- 2005 – I Will Internalize (endast släppt i Kanada)

### Singlar
- 2005 – "When the Day is Short" (endast släppt i Storbritannien)
- 2005 – "Factory" (endast släppt i Storbritannien)
- 2005 – "Far Away" (endast släppt i Storbritannien)

### Framträdanden och gästspel i urval
- 1983 – Kate and Anna McGarrigle – Love Over and Over
- 1995 – Loudon Wainwright III – Grown Man
- 1996 – Kate and Anna McGarrigle – Matapedia
- 1998 – Rufus Wainwright – Rufus Wainwright
- 1998 – Kate and Anna McGarrigle – The McGarrigle Hour
- 1998 – Dan Bern – Smartie Mine
- 1999 – Boo Hewerdine – Thanksgiving
- 2000 – Red Hot + Indigo (med The Propellerheads)
- 2001 – Rufus Wainwright – Poses
- 2002 – Gordon Gano – Hitting the Ground
- 2003 – Rufus Wainwright – Want One
- 2003 – Loudon Wainwright III – So Damn Happy
- 2003 – Kate and Anna McGarrigle – La Vache Qui Pleure
- 2004 – Meanwhiles – The Nights Rewind
- 2004 – Private Astronomy (a Vision of the Music of Bix Beiderbecke)
- 2004 – Rufus Wainwright – Want Two
- 2004 – The Aviator OST
- 2005 – Teddy Thompson – Separate Ways
- 2005 – Kate and Anna McGarrigle – The McGarrigle Christmas Hour
- 2005 – Christmas Day 1300-1500 BBC Radio 6 - a show of music selections and chat